# Juan Emilio Salinas
Juan Emilio Salinas López (Lima, 12 de julio de 1925-Lima, 18 de septiembre de 2009) fue un futbolista peruano que jugaba como delantero. Su primer equipo fue el Alianza Lima de la Primera División de Perú, equipo en el que jugó nueve temporadas y marcó 102 goles.

## Trayectoria
Se inició en el club Alianza Lima. Fue goleador del torneo peruano en 1949 con 18 goles y en 1952 con 22 anotaciones. Es el máximo anotador de este equipo en la historia del Clásico del fútbol peruano con 18 goles. Además es famoso por anotar 5 goles en la histórica goleada aliancista de 9-1 ante Universitario de Deportes en 1949. Durante sus ocho años en Alianza, Salinas jugó 127 partidos de Primera División y anotó 102 goles, lo cual lo mantiene aún como el delantero de mejor promedio de goles con camiseta íntima (0.8 por partido). En 1955 pasó al Ciclista Lima donde jugó hasta 1961 finalizando su carrera al año siguiente en el Juventud Gloria que participaba en Segunda División.

## Selección nacional
Ha sido internacional con la Selección de fútbol de Perú en 7 partidos entre 1949 y 1956 anotando 5 goles.

### Participaciones enCopa América
| Edición           | Sede   | Resultado     |
| ----------------- | ------ | ------------- |
| Copa América 1949 | Brasil | Tercer puesto |

## Estadísticas

### Clubes
| Alianza Lima · Perú |               |               |     |     |   |    |     |      |      |
| 1.ª | 1948          | 13            | 22  | —   | — | 13 | 22  | 1,69 |      |
| 1.ª | 1949          | 20            | 18  | 1   | 5 | 21 | 23  | 1,09 |      |
| 1.ª | 1950          | 17            | 6   | —   | — | 17 | 6   | 0,35 |      |
| 1.ª | 1951          | 15            | 4   | 1   | 1 | 16 | 5   | 0,31 |      |
| 1.ª | 1952          | 18            | 22  | —   | — | 18 | 22  | 1,22 |      |
| 1.ª | 1953          | 17            | 10  | 1   | 0 | 18 | 10  | 0,55 |      |
| 1.ª | 1954          | 11            | 4   | —   | — | 11 | 4   | 0,36 |      |
| 1.ª | 1955          | 16            | 7   | —   | — | 16 | 7   | 0,43 |      |
| 1.ª | 1956          | 7             | 3   | 1   | 0 | 8  | 3   | 0,37 |      |
| Total club | Total club    | Total club    | 134 | 96  | 4 | 6  | 138 | 102  | 0,73 |
| Ciclista Lima · Perú |               |               |     |     |   |    |     |      |      |
| 1.ª | 1956          | 9             | 10  | —   | — | 9  | 10  | 1,11 |      |
| 1.ª | 1957          | 14            | 4   | —   | — | 14 | 4   | 0,28 |      |
| 1.ª | 1958          | 11            | 3   | —   | — | 11 | 3   | 0,27 |      |
| 1.ª | 1959          | 21            | 8   | —   | — | 21 | 8   | 0,38 |      |
| 1.ª | 1960          | 6             | 0   | —   | — | 6  | 0   | 0,00 |      |
| Total club | Total club    | Total club    | 61  | 25  | - | -  | 61  | 25   | 0,41 |
| Juventud Gloria · Perú |               |               |     |     |   |    |     |      |      |
| 2.ª | 1962          | 9             | 2   | —   | — | 9  | 2   | 0,22 |      |
| Total club | Total club    | Total club    | 9   | 2   | - | -  | 9   | 2    | 0,22 |
| Total carrera | Total carrera | Total carrera | 204 | 123 | 4 | 6  | 208 | 129  | 0,62 |
| (2) Las copas nacionales se refiere al Campeonato de Apertura (3) Media de goles por encuentro. No incluye goles en partidos amistosos. |               |               |     |     |   |    |     |      |      |

### Selección nacional
| Selección       | Año   | Amistoso | Amistoso | Copa América | Copa América | Total | Total |
| Selección       | Año   | PJ       | G        | PJ           | G            | PJ    | G     |
| Absoluta · Perú | 1949  | 4        | 2        | 1            | 1            | 5     | 3     |
| Absoluta · Perú | 1956  | 3        | 2        | -            | -            | 3     | 2     |
| Absoluta · Perú | Total | 3        | 2        | 3            | 2            | 7     | 5     |

### Resumen estadístico
| Competición       | Part. | Goles |
| ----------------- | ----- | ----- |
| Primera División  | 195   | 121   |
| Segunda División  | 9     | 2     |
| Copas nacionales  | 6     | 3     |
| Selección Peruana | 7     | 5     |
| Total             | 217   | 131   |

## Palmarés

### Campeonatos nacionales
| Título                 | Club         | País | Año  |
| ---------------------- | ------------ | ---- | ---- |
| Liga Peruana de Fútbol | Alianza Lima | Perú | 1948 |
| Liga Peruana de Fútbol | Alianza Lima | Perú | 1952 |
| Liga Peruana de Fútbol | Alianza Lima | Perú | 1954 |
| Liga Peruana de Fútbol | Alianza Lima | Perú | 1955 |

## Distinciones individuales
| Distinción                               | Año  |
| ---------------------------------------- | ---- |
| Goleador de la Primera División del Perú | 1948 |
| Goleador de la Primera División del Perú | 1949 |
| Goleador de la Primera División del Perú | 1952 |
| Goleador de la Primera División del Perú | 1953 |